# Herbrechtingen
Herbrechtingen er en by i den østlige del af den tyske delstat Baden-Württemberg i det sydlige Tyskland tæt ved grænsen til Bayern. Den ligger ved Brenz, 7 km syd for Heidenheim an der Brenz, og 28 km nordøst for Ulm.
Herbrechtingen er opstået omkring det tidligere Kloster Herbrechtingen, et kloster hvis historie går tilbage til 774 , da Karl den Store skænkede villa Hagrebertingas til abbed Fulrad fra Saint-Denis . Han stod senere bag oprettelsen af Kloster Herbrechtingen. I 1171 fratog kejser Frederik Barbarossa kloster Herbrechtingen købstadsretten. Det kom samtidig under Augustinerordenen.
15. Oktober 1805 var der omkring byen et slag mellem østrigske tropper og Napoleons.
- Wikimedia Commons har flere filer relateret til Herbrechtingen